# Keel Hill
Der Keel Hill ist ein kleiner, eisfreier Hügel in der antarktischen Ross Dependency. Im Königin-Maud-Gebirge ragt er an der Nordflanke des McGregor-Gletschers in einer Entfernung von 2,5 km östlich des Crilly Hill auf.
Teilnehmer der Expedition der Texas Tech University zum Shackleton-Gletscher (1964–1965) benannten ihn nach Elbert E. Keel, Mitglied derjenigen Flugeinheit der United States Army, welche die Forschungsreise logistisch unterstützte.